# ناحیه لی، شهرستان کالهاون، میشیگان
ناحیه لی (به انگلیسی: Lee Township) یک منطقهٔ مسکونی در ایالات متحده آمریکا است که در شهرستان کالهاون، میشیگان واقع شده‌است.
 ناحیه لی ۹۴٫۲ کیلومتر مربع مساحت و ۱٬۲۱۳ نفر جمعیت دارد و ۲۸۳ متر بالاتر از سطح دریا واقع شده‌است.